# Оцеола (фільм)
«Оцеола. Права рука відплати» — німецький художній фільм-вестерн, знятий в 1971 році режисером Конрадом Петцольдом за мотивами роману Майн Ріда «Оцеола, вождь семінолів».

## Сюжет
США, Флорида, 1830-ті роки. Плем'я індіанців-семінолів, одне з небагатьох, яке протистоїть спробам уряду США змусити їх переселитись в резервації. Вони перебрались у Флориду і тепер обробляють землю і займаються скотарством. Білі плантатори незадоволені тим, що в індіанців переховуються раби-втікачі. Плантатор Рейнц підкуповує військових для проведення каральної експедиції. Проти його планів виступає Мур — власник лісопильні, який одружений з індіанкою та має антирабовласницькі погляди. Вождь Оцеола знаходить в особі Мура союзника, але невелика група благородних людей не може протистояти плантаторам та корумпованим військовим. Оцеола змушений стати на стежку війни та взятись за томагавк. Починається Друга семінольська війна…

## У ролях
- Гойко Митич — Оцеола
- Горст Шульц —  плантатор Рейнц
- Юрі Даріє — Мур
- Карін Юговськи — Гледіс
- Кеті бус — Зілла
- Пепа Ніколова — Рі